# Ion Adrian Zare
Ion Adrian Zare (Oradea, 11 de maio de 1959 – Oradea, 23 de fevereiro de 2022) foi um ex-futebolista romeno que competiu no Campeonato Europeu de Futebol de 1984.
Morreu no dia 23 de fevereiro de 2022, aos 62 anos.